# Markovskijknausen
Markovskijknausen är ett berg i Antarktis. Det ligger i Östantarktis. Norge gör anspråk på området. Toppen på Markovskijknausen är 1 984 meter över havet, eller 89 meter över den omgivande terrängen. Bredden vid basen är 0,97 km. Markovskijknausen ingår i Otto-von-Gruber-Gebirge.
Terrängen runt Markovskijknausen är varierad. Trakten är obefolkad. Det finns inga samhällen i närheten. 